# マタタビ科
マタタビ科（マタタビか、学名: Actinidiaceae）は、被子植物の科の一つ。マタタビ、サルナシ、キウイフルーツなど3属が含まれる。
クロンキスト体系ではマンサク亜綱のツバキ目に含められていた。

## 下位分類
3属350種が知られる。
- マタタビ属 Actinidia - サルナシ・マタタビ・キウイフルーツなど30種 東-東南アジア
- Clematoclethra - 25種 中国
- タカサゴシラタマ属 Saurauia - 300種 中南米

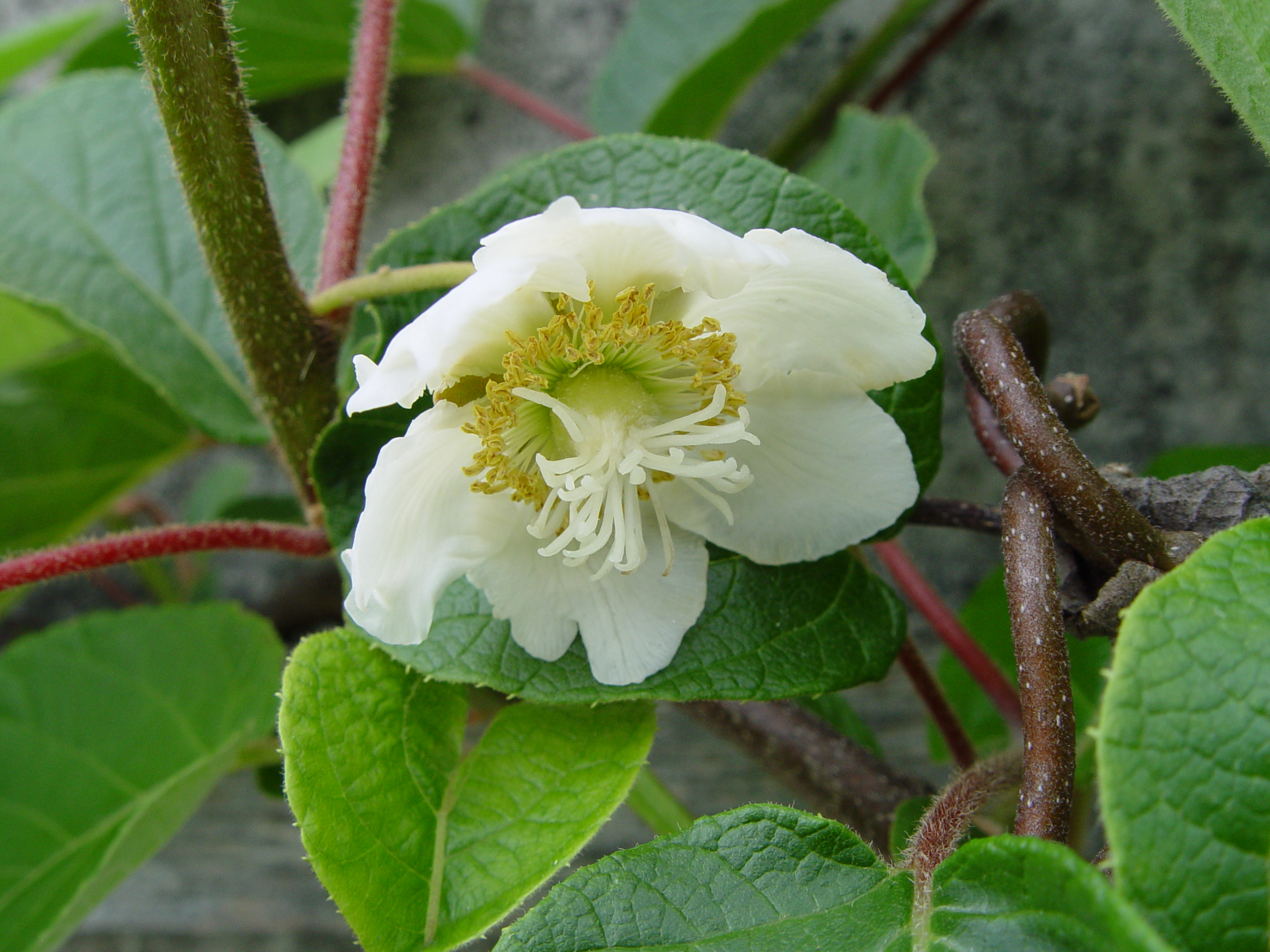
キウイフルーツ
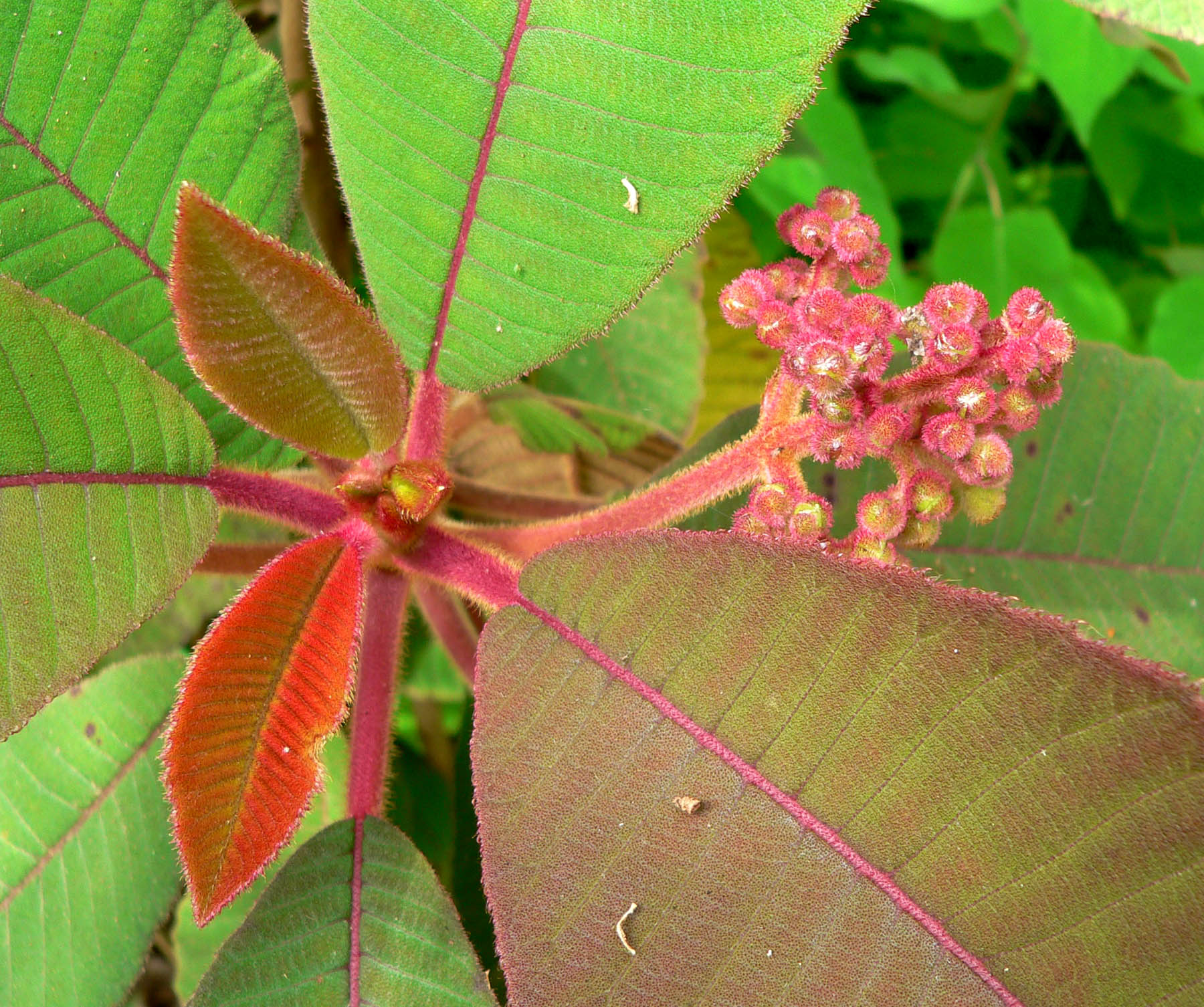
Saurauia madrensis